# Jet Li
Jet Li, właśc. Li Lianjie (chiń. upr. 李连杰; chiń. trad. 李連杰; pinyin Lǐ Liánjié; ur. 26 kwietnia 1963 w Pekinie) – chiński aktor kina akcji, mistrz i trener wushu. Jeden z najbardziej rozpoznawalnych gwiazd filmowych pochodzących z Azji. Wystąpił w produkcjach azjatyckich i amerykańskich, takich jak Klasztor Shaolin (1982), Dawno temu w Chinach (1991), Dawno temu w Chinach 2 (1992), Dawno temu w Chinach 3 (1993), Zabójcza broń 4 (1998), Romeo musi umrzeć (2000), Pocałunek smoka (2001), Tylko jeden (2001), Od kołyski aż po grób (2003), Człowiek pies (2005), Zabójca (2007), Zakazane królestwo (2008), Mumia: Grobowiec cesarza smoka (2008), Niezniszczalni (2010), Niezniszczalni 2 (2012) i Niezniszczalni 3 (2014).

## Życiorys

### Kariera wushu
W wieku 2 lat stracił ojca i wychowywany był tylko przez matkę. Uczył się w szkole podstawowej Changqiao w Pekinie. Został umieszczony w klasie wushu prowadzonej przez mistrza Wu Bin. W wieku jedenastu lat po raz pierwszy wziął udział w Narodowych Mistrzostwach Chin w Wushu i wygrał w nich pięć konkurencji – tao lu z mieczem, walka bokserska, tao lu z mieczem Pu, pojedynek i tao lu z włócznią, zyskując w ten sposób tytuł Wszechstronnego Narodowego Mistrza Chin. Tytuł ten wywalczył jeszcze cztery razy, w latach: 1975, 1977, 1978 i 1979. W 1974 prezentował swoje umiejętności prezydentowi Richardowi Nixonowi. Pod koniec lat siedemdziesiątych został Trenerem Narodowym Wushu.
W 2004 wypoczywał w Tajlandii, gdy w wyspę uderzyło tsunami. Aktor doznał niegroźnej rany stopy, ratując swoją córkę.
Dwukrotnie żonaty: po raz pierwszy z Qiuyan Huang (1987 – 1990, rozwód), dwie córki: Si, Taimi; po raz drugi z Niną Li Chi (od 19.09.1999), dwie córki: Jane (ur. 19.04.2000), Jada (ur. 2002).
W roku 2013 Li ujawnił, że cierpi na nadczynność tarczycy. W 2016 r. stwierdził, że odzyskał zdrowie, a ograniczenie ofert filmowych wynikało z jego pracy charytatywnej, a nie ze względu na stan zdrowia.

### Kariera filmowa
W 1982 zagrał główną rolę w filmie Klasztor Shaolin (Shaolin Si, ang. The Shaolin Temple). Później zagrał w kilku innych filmach, które nie odniosły jednak większego sukcesu. Po nakręceniu filmu Krwawy ring (Zhong hua ying xiong, ang. Born to Defence), w którym zagrał młodego żołnierza w II wojnie światowej, Li zdecydował się ubiegać o przyznanie mu obywatelstwa amerykańskiego. Wkrótce po jego uzyskaniu wystąpił w filmie Billy’ego Tanga Siła smoka (Long zai tian ya, ang. Dragon Fight) i następnie w Dawno temu w Chinach (Wong Fei Hung, ang. Once Upon a Time in China) Tsui Harka. W 1993 założył swoją własną wytwórnię Jing Tung, która wypuściła swój pierwszy film Fong Sai Yuk, który stał się kolejnym hitem aktora. Został także współproducentem filmu Ostatni wojownik (Wong Fei Hung: Chi tit gai dau neung gung, ang. Last Hero in China), który wyreżyserował Jing Wong oraz Woo-ping Yuen.
W 2009, nie pobierając honorarium, wystąpił w chińskim filmie Jian guo da ye, który został nakręcony dla uczczenia 60. rocznicy powstania Chińskiej Republiki Ludowej.

## Filmografia
- 1982: Klasztor Shaolin (Shaolin Si, ang. The Shaolin Temple)
- 1984: Dzieci z Shaolin (Shao Lin xiao zi, ang. Kids from Shaolin)
- 1986: Krwawy ring (Zhong hua ying xiong)
- 1986: Wojownik z Shaolin (Nan bei Shao Lin, ang. Martial Arts of Shaolin)
- 1988: Shao Lin Hai Deng da shi (film dokumentalny)
- 1989: Siła smoka (Long zai tian ya, ang. Dragon Fight)
- 1989: Mistrz (Long xing tian xia, ang. The Master)
- 1991: Dawno temu w Chinach (Wong Fei Hung, ang. Once Upon a Time in China)
- 1992: Mistrz miecza II (Xiao ao jiang hu zhi: Dong Fang Bu Bai, ang. Swordsman II)
- 1992: Dawno temu w Chinach 2 (Wong Fei Hung II: Naam yi dong ji keung, ang. Once Upon a Time in China II)
- 1993: Dawno temu w Chinach 3 (Wong Fei Hung ji saam: Si wong jaang ba, ang. Once Upon a Time in China III)
- 1993: Fong Sai Yuk
- 1993: Ostatni wojownik (Wong Fei Hung: Chi tit gai dau neung gung, ang. Last Hero in China)
- 1993: Fong Sai Yuk juk jaap (ang. Fong Sai Yuk II)
- 1993: Tai ji: Zhang San Feng (ang. Twin Warriors)
- 1993: Kult zła (Yi tian tu long ji: Zhi mo jiao jiao zhu, ang. Kung Fu Cult Master)
- 1994: Legenda Czerwonego Smoka (Hong Xi Guan: Zhi Shao Lin wu zu, ang. The New Legend of Shaolin)
- 1994: Zhong Nan Hai bao biao (ang. The Bodyguard from Beijing)
- 1994: Legendarna pięść (Jing wu ying xiong, ang. Fist of Legend)
- 1995: Gei ba ba de xin (ang. My Father Is a Hero)
- 1995: Cena ryzyka (Shu dan long wei, ang. High Risk)
- 1996: Poszukiwacze świętej księgi (Mo him wong, ang. Dr. Wai in 'The Scripture with No Words')
- 1996: Czarna maska (Hak hap, ang. Black Mask)
- 1997: Dawno temu w Chinach 6 (Wong Fei Hung: Chi sai wik hung see, ang. Once Upon a Time in China and America)
- 1998: Płatny zabójca (Sat sau ji wong, ang. The Hitman)
- 1998: Zabójcza broń 4 (Lethal Weapon 4)
- 2000: Romeo musi umrzeć (Romeo Must Die)
- 2001: Pocałunek smoka (Kiss of the Dragon)
- 2001: Tylko jeden (The One)
- 2002: Hero (Ying xiong, ang. Hero)
- 2003: Od kołyski aż po grób (Cradle 2 the Grave)
- 2005: Człowiek pies (Danny the Dog)
- 2006: Nieustraszony (Huo Yuan Jia, ang. Fearless)
- 2007: Zabójca (War)
- 2007: Władcy wojny (Tau ming chong, ang. The Warlords)
- 2008: Zakazane królestwo (The Forbidden Kingdom)
- 2008: Mumia: Grobowiec cesarza smoka (The Mummy: Tomb of the Dragon Emperor)
- 2009: Jian guo da ye
- 2010: Haiyang tiantang (ang. Ocean Heaven)
- 2010: Niezniszczalni (The Expendables)
- 2011: Czarownik i biały wąż
- 2012: Niezniszczalni 2 (The Expendables 2)
- 2014: Niezniszczalni 3 (The Expendables 3)
- 2020: Mulan